# Signe Byrge Sørensen
Signe Byrge Sørensen (Maribo, Dinamarca, 6 de março de 1970) é uma produtora cinematográfica dinamarquesa. Como reconhecimento, foi nomeada ao Oscar 2016 na categoria de Melhor Documentário em Longa-metragem por The Look of Silence.